# George Nicholas Hardinge
Le capitaine George Nicholas Hardinge (11 avril 1781 - 8 mars 1808) est un officier de la Royal Navy qui sert pendant la Révolution française et les guerres napoléoniennes.

## Famille et jeunesse
George Hardinge est né à Kingston upon Thames, dans le Surrey, le 11 avril 1781, deuxième fils du révérend Henry Hardinge et de sa femme Frances ,. Son éducation est prise en charge par son oncle, George Hardinge, un juge, qui l'envoie au Collège d'Eton pour étudier le droit ,. George Nicholas ne réussit pas bien à l'école et demande à aller en mer, peut-être sous l'influence de son oncle, Sir Richard Hardinge, qui est capitaine d'un East Indiaman . Il rejoint par conséquent la Royal Navy en 1793 en tant qu'aspirant à bord de la frégate de HMS Meleager sous le capitaine Charles Tyler, et participe au siège de Toulon et la réduction de la Corse ,. Lorsque Tyler prend le commandement de la frégate française Minerve capturée, qui est mise au service dans la Royal Navy sous le nom de HMS St Fiorenzo, il emmène l'Aspirant Hardinge avec lui. C'est le navire sur lequel Hardinge meurt 15 ans plus tard ,.
Hardinge continue à changer de navires pour rester au service de Tyler, et les deux sont présents à bord du HMS Diadem à la bataille navale des îles d'Hyères le 13 juillet 1794 ,. Les deux hommes poursuivent leur service au large des côtes italiennes au cours des mois suivants, et c'est pendant cette période que Hardinge attire l'attention de Sir William Hamilton, l'envoyé britannique auprès du royaume de Naples. Hamilton initie Hardinge à l'étude de l'histoire et des arts . Hardinge retourne en Angleterre pour une brève période en 1798, mais retourne en mer à bord du nouveau commandement de Tyler, le HMS Aigle. L' Aigle fait naufrage au large des côtes africaines le 18 juillet, mais Hardinge survit et attire l'attention du comte St Vincent . Le talent de Hardinge pour impressionner les hauts fonctionnaires avec son intelligence conduit St Vincent à le nommer sur le HMS Theseus, sous le commandement du capitaine Ralph Willett Miller . Il est encore à bord du Theseus lorsque Miller est tué dans une explosion accidentelle en mai 1799, qui endommage gravement le navire . Hardinge retourne en Grande-Bretagne où il est transféré sur le HMS Foudroyant en tant que lieutenant surnuméraire du capitaine Edward Berry, et à son retour en Méditerranée, il participe à la bataille qui conduit à la capture du navire français de 80 canons Guillaume Tell le 30 mars 1800 ,. Hardinge reste en Méditerranée après cela, servant sous les ordres du capitaine William Sidney Smith à bord du HMS Tigre. Il participe aux opérations de la campagne d'Égypte et est promu lieutenant le 15 octobre 1800, recevant par la suite la médaille d'or turque ,.

## Commandements
Le premier soutien d'Hardinge, le comte de St Vincent, devient Premier Lord de l'Amirauté, et il nomme Hardinge au grade de commandant le 29 avril 1802. Il doit attendre près d'un an avant d'obtenir son premier navire, le bombardier HMS Terror en mars 1803 ,. Servant dans la Manche, d'abord sous les ordres du capitaine Edward Owen, puis de l'amiral James Saumarez, il participe à l'attaque de Granville . Le Terror est lourdement endommagé au cours de cette opération, et le commandement suivant de Hardinge est le HMS Scorpion, qu'il commande en mer du Nord . Le 28 mars 1804, il navigue au large de la Vlie lorsqu'il découvre deux brick-corvettes hollandaises à l'ancre dans les routes. Comme le Scorpion est trop gros pour risquer de naviguer dans le passage, Hardinge décide de lancer une attaque avec ses bateaux . En attendant les conditions qui permettraient une attaque, il est rejoint par le HMS Beaver, et à 9 h 30 dans la soirée du 31 mars, deux bateaux de Beaver et trois de Scorpion transportant au total 60 hommes, partent à l'attaque des Hollandais . Ils s'approchent du plus proche, l' Atalante et l'abordent, Hardinge étant le premier à sauter à bord . Après des combats acharnés, ils maitrisent l'équipage néerlandais, Hardinge à un moment donné combattant corps à corps avec le capitaine néerlandais. Le capitaine néerlandais a pu désarmer Hardinge, mais d'autres membres de l'équipage sont venus à son secours . Voyant que son adversaire est en infériorité numérique, Hardinge appelle le capitaine néerlandais à se rendre, mais il refuse et les Britanniques sont contraints de le tuer. « Il tomba couvert de blessures honorables », comme le raconte plus tard Hardinge . Les Britanniques sécurisent l' Atalante et tentent d'attaquer le deuxième navire hollandais, mais découvrent qu'il s'est déplacé hors de portée. Hardinge manœuvre alors pour prendre l'Atalante en mer et bien qu'entravé par un coup de vent, réussi après trois jours .

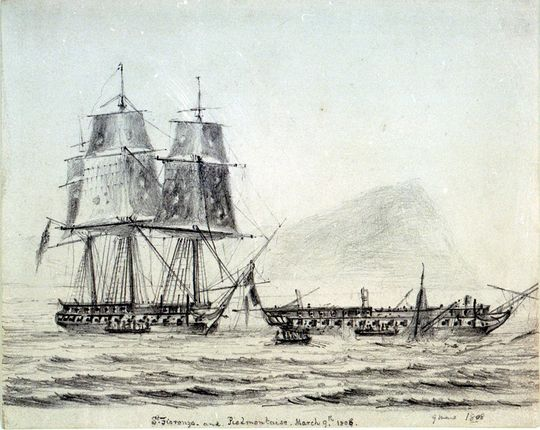
et Piémontaise

Bien qu'il ait été récompensé pour sa bravoure par une promotion au poste de capitaine le 10 avril 1804 et une épée d'une valeur de 100 £ du Lloyd's Patriotic Fund, Hardinge a du mal à reprendre du service actif . Il est d'abord affecté au commandement du 24 canons HMS Proselyte et à l'escorte un convoi vers les Antilles, puis est transféré au HMS Valorous . Le Valorous est jugé inapte à la mer, mais il reçoit le commandement du HMS Salsette, une frégate alors censée s'armer à Bombay. Il se dirige vers les Indes orientales, prenant part à la prise du Cap en route, mais à son arrivée à Bombay, il constate que la Salsette vient à peine d'être posée . On lui promet son commandement une fois le navire terminé, mais entre-temps, il doit se contenter de l'ancien navire de cinquième rang HMS St Fiorenzo, un navire sur lequel il a servi comme aspirant 15 ans plus tôt ,.

## Décès
Hardinge effectue un certain nombre de patrouilles sans incident dans l'océan Indien, mais le 6 mars 1808, il rencontre trois Indiens de l'Est suivis par la frégate française Piémontaise de 40 canons. Il se retourne pour affronter le Français, qui tente de s'échapper . St Fiorenzo poursuit la Piémontaise pendant les jours suivants, avec des combats intermittents alors que les Français se tournent pour engager leur poursuivant, avant de repartir. Ils sont finalement amenés à une bataille décisive le 8 mars, où après une heure et vingt minutes de combats acharnés, ils se rendent . Les pertes françaises s'élèvent à 48 morts et 112 blessés, tandis que les Britanniques perdent 13 morts et 25 blessés. Le capitaine Hardinge figure parmi les morts, tués par mitraille peu avant la reddition de la Piémontaise  . Il est enterré à Colombo avec les honneurs militaires complets et des monuments à sa mémoire sont érigés à Bombay et dans la Cathédrale St Paul .
Le 29 novembre 1809, le roi George III accorde à la famille Hardinge une augmentation de leurs armoiries commémorant à la fois la victoire sur la Piémontaise et la précédente victoire d'Hardinge sur l' Atalante.